# Benjamín Elizalde
Benjamín Elizalde (nac. 14 de junio de 2004) es un jugador de rugby argentino que juega para Bristol Bears como fullback o wing. Ha sido recientemente convocado para jugador en Los Pumas.

## Primeros clubes
Se formó en el rugby en Salta desde joven en Tigres Rugby Club. Posteriormente se trasladó a Buenos Aires en donde jugó en la Asociación Deportiva Francesa. 

## Carrera profesional
Fue convocado para la franquicia Pampas XV en el Super Rugby Américas y fue titular como fullback para Pampas en la Final del Super Rugby Américas en 2024. 
En julio de 2024 se unió al equipo inglés Bristol Bears que compite en la Premiership Rugby. 

## Carrera internacional
Benjamín Elizalde también ha jugado en la modalidad de rugby sevens formando parte del seleccionado argentino que resultó medalla de oro en los Juegos Suramericanos de la Juventud de 2022. 
Fue inmediatamente convocado para la selección argentina de rugby sevens y fue parte del equipo ganador de Los Pumas Seven en los Juegos Suramericanos de 2022 de Asunción.  

Jugó con Argentina Sub-20 la selección juvenil argentina de rugby, participando en el Mundial de Rugby Sub-20 de 2024 y en el Rugby Championship M20 2024 ambos en Sudáfrica.  